# Pompeia (Santos)

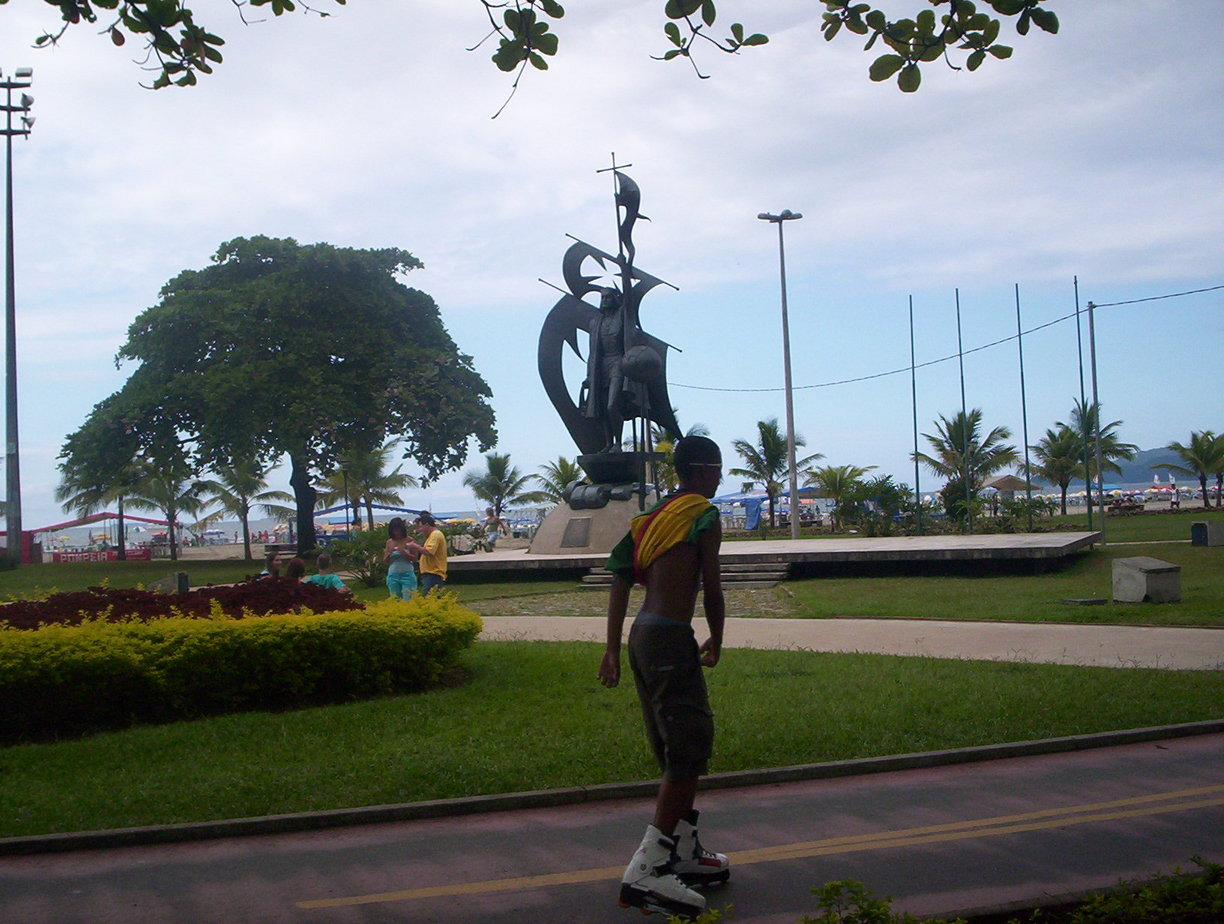
Monumento a Cristóvão Colombo

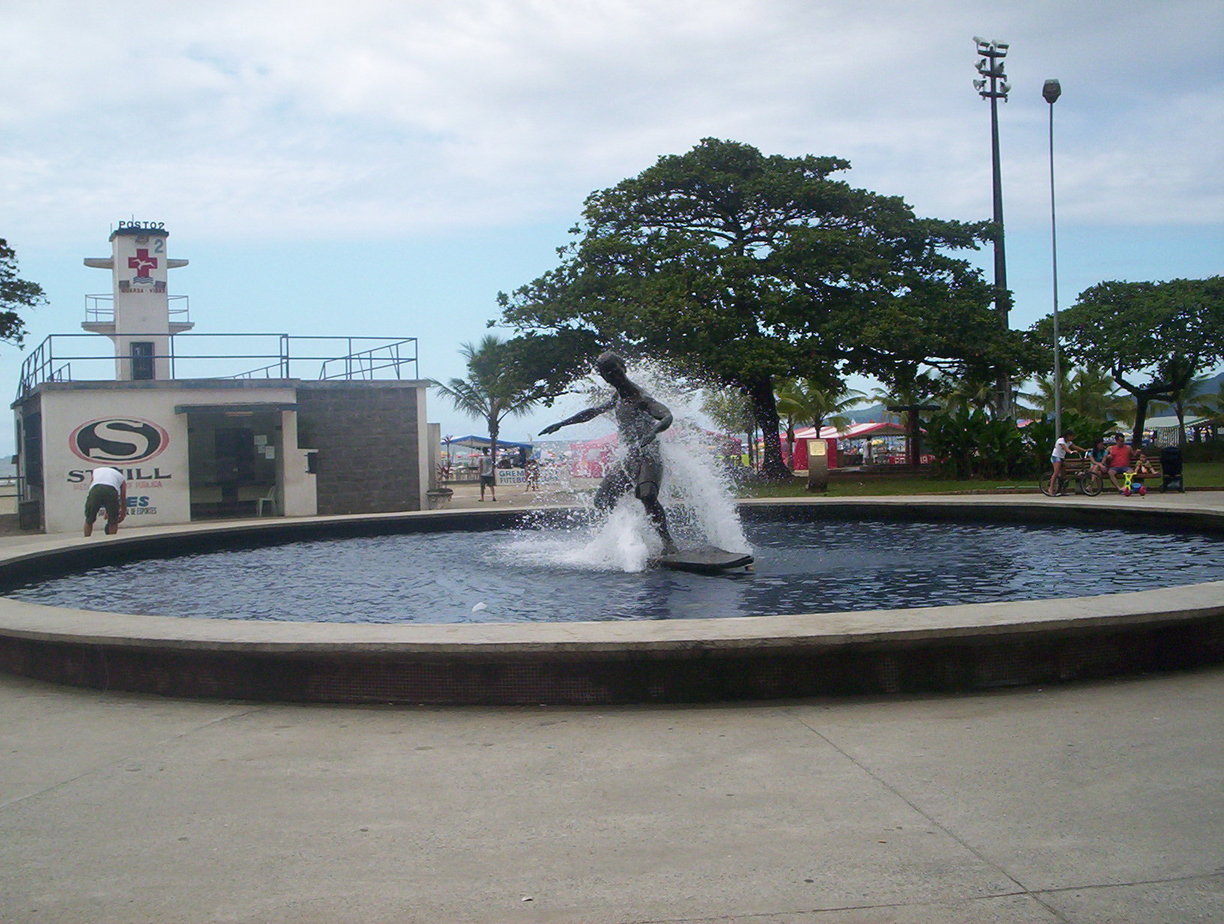
Posto 2 e monumento ao surfista.

A Pompeia é um bairro da Zona da Orla da cidade de Santos, que dá nome à praia frente à qual se localiza. O bairro é eminentemente residencial, apesar de concentrar um bom número de estabelecimentos comerciais (restaurantes, bares, comércio varejista variado, supermercados). Também abriga numerosos estabelecimentos hoteleiros (pequenos hotéis, pousadas e pensões), confirmando sua vocação turística e a proximidade da praia. Além disso, já possuiu um campus da Universidade Católica de Santos (UNISANTOS).
Limita-se ao norte com o bairro do Campo Grande pela Avenida General Francisco Glycerio, ao sul com o Oceano Atlântico, a oeste com o bairro do José Menino pela Avenida Senador Pinheiro Machado (Canal 1) e a leste com o bairro do Gonzaga pela Avenida Bernardino de Campos (Canal 2).

## História
O bairro do José Menino se estendia desde a divisa com o município de São Vicente até os limites com o bairro do Gonzaga, no Canal 2. Contudo, a região mais larga situada entre os canais 1 e 2, pela posição central da Igreja de Nossa Senhora do Rosário de Pompéia, sempre foi conhecida como Pompéia, sobretudo nos anúncios imobiliários. Uma certa identidade local, então, formou-se.
Ao longo dos anos 1990, reivindicações foram feitas pela separação formal e administrativa e pela criação do bairro da Pompéia. O prefeito Beto Mansur (PP), ouvindo o desejo da população local, incluiu tal reivindicação no projeto de Plano Diretor de Santos que finalmente foi aprovado em 1998 pela Câmara Municipal, criando o bairro da Pompéia.
Muitos órgãos da administração pública, e muitas pessoas, no entanto, ainda conhecem a região como José Menino, e ainda adotam esta denominação nas correspondências, anúncios etc. A situação tende a mudar com um maior enraizamento da denominação Pompéia. A Sociedade de Melhoramentos do Bairro atua a fim de fortalecer a identidade local, por meio de ações em parceria com o poder público, em benefício da comunidade.
A Pompéia teve na vida universitária uma de suas características principais. O campus da UNISANTOS outrora localizado no bairro, especializado em Letras, História, Filosofia, Serviço Social, Jornalismo e Comunicação movimentava a economia do bairro na medida em que atraía bares, fotocopiadoras, livrarias — enfim, de uma estrutura de comércio que atende à universidade. Até 2010, todos os cursos dessa unidade foram sendo transferidos para o edifício do Campus Dom Idílio José Soares  , inaugurado em 2003 .
No bairro se encontram alguns estabelecimentos de ensino, tais como a Escola Presidente Kennedy, a Escola Gato Xadrez e o Colégio Interativo e a sede santista da Aliança Francesa.
Há também muitas academias de esporte no bairro, como o Centro Olímpico (2 unidades) , a Anima  uma unidade da Time4Fit , a AFG  e uma unidade da CUCA'S , e a sede santista da Associação Cristã de Moços (ACM) — que ministra aulas de esporte.

## Turismo
Devido à presença da praia, os pontos turísticos importantes da Pompéia se localizam ao longo da orla marítima. Dentre esses pontos turísticos, podemos destacar o Monumento a Cristóvão Colombo e o chafariz/praça que contém o Monumento ao Surfista, uma homenagem a pioneiros do surfe brasileiro, como Osmar Gonçalves e Thomas Rittscher. Defronte a esse mesmo monumento, encontra-se a Escolinha Radical da Prefeitura Municipal de Santos, que ensina os primeiros passos de surf e bodyboarding a crianças, jovens, adultos e idosos.
Todos os monumentos destacados encontram-se ao longo dos Jardins da orla de Santos, considerado pelo Guiness Book como o mais longo jardim de praia do mundo, com 5335 metros de extensão.
Há dois monumentos de destaque do bairro que, entretanto, não se localizam na orla da praia: a Igreja de Nossa Senhora do Rosário de Pompeia, construída nos anos 1920 em estilo eclético, que deu nome ao bairro (localizada na Praça Benedito Calixto); e os casarões da antiga reitoria da UNISANTOS (localizados na rua Euclydes da Cunha).